# Río Azul (América Central)
El río Azul (del inglés: Blue Creek) es un río que nace el departamento guatemalteco de Petén y sigue su curso en la frontera entre México y Belice, hasta desembocar col nombre de río Hondo en la Bahía de Chetumal.
- Datos: Q4929007